# Gonzalo Romero (football)
Pour les articles homonymes, voir Romero.
Gonzalo Antonio Romero Paz, ou simplement Gonzalo Romero, né le 25 mars 1975 à Guatemala City au Guatemala, est un footballeur international guatémaltèque, qui jouait en tant que milieu de terrain. 
Il compte 83 sélections et 9 buts en équipe nationale entre 2000 et 2012. 

## Biographie

### Sélection
Gonzalo Romero est convoqué pour la première fois par le sélectionneur national Julio César Cortés pour un match des éliminatoires de la Coupe du monde 2002 contre l'Antigua-et-Barbuda le 18 juin 2000 (victoire 8-1). Le 2 juillet 2003 contre le Pérou, il marque son premier but en sélection (défaite 2-1). Il reçoit sa dernière sélection le 9 juillet 2012 face à l'Antigua-et-Barbuda (victoire 3-1).
Il dispute quatre Gold Cup (en 2002, 2003, 2005 et 2011). Il participe également à deux Coupes UNCAF (en 2003 et 2005).
Il joue enfin 26 matchs comptant pour les tours préliminaires des coupes du monde 2002, 2006, 2010 et 2014.
Au total, il compte 83 sélections et 9 buts avec l'équipe du Guatemala entre 2000 et 2012.

## Palmarès

### En club
- Avec le CSD Municipal :
  - Champion du Guatemala en 2001 (A), 2002 (C), 2002 (A), 2004 (A), 2005 (C), 2005 (A), 2006 (C), 2006 (A), 2008 (C), 2010 (C), 2010 (A) et 2011 (C)

### En sélection nationale
- Finaliste de la Coupe UNCAF en 2003